# Fuel Processing Technology
Fuel Processing Technology (abrégé en Fuel Process. Technol.) est une revue scientifique à comité de lecture qui a pour objectif de présenter des articles de recherche dans le domaine des carburants.
D'après le Journal Citation Reports, le facteur d'impact de ce journal était de 3,352 en 2014. L'actuel directeur de publication est A. Boehman (Université d'État de Pennsylvanie, États-Unis).